# Opius granulatigaster
Opius granulatigaster är en stekelart som beskrevs av Fischer 1968. Opius granulatigaster ingår i släktet Opius och familjen bracksteklar. Inga underarter finns listade i Catalogue of Life.